# Trance progresivo
Progressive trance o trance progresivo es el subgénero más elegante y complejo de la música trance. Sus melodías transmiten sentimiento, se acerca al progressive house, por lo que algunas producciones generan ambigüedad entre sí se trata de progressive house o progressive trance. Como su nombre lo indica, es un género musical que a medida que el tiempo transcurre, se añaden más elementos progresivamente. 
El tempo suele estar entre 128 pulsaciones por minuto y 145 las producciones mas aceleradas. Las progresiones y entradillas son más largas y suele ser algo más pesado que el trance melódico o el trance vocal. 
Esta música también es más marcada y con un swing más lineal que el trance normal.
Vivió su época de esplendor entorno a la década de1995 a 2005.
Ejemplos de Artistas
- Robert Miles
- Markus Schulz
- Mauro Picotto
- Armin Van Buuren
- Pulsedriver
- Dash Berlin
- Tiësto
- Ferry Corsten
- Gabriel & Dresden
- Vincent De Moor
- Mat Zo
- Vintage & Morelli
- Breakfast
- Origene
- Mike Dierick

- Datos: Q2260696
- Multimedia: Progressive trance music / Q2260696